# Monasticismo
Monasticismo ou monaquismo (do grego monachos, uma pessoa solitária) é a prática da abdicação dos objetivos comuns dos homens em prol da prática religiosa. Embora usando expressões diferentes, várias religiões têm elementos monásticos: budismo, cristianismo, hinduísmo, taoismo e jainismo. Assim, os indivíduos que praticam o monasticismo são classificados como monges (no caso dos homens) e monjas (no caso das mulheres). Ambos podem ser referidos como monásticos e, por norma, vivem na chamada clausura monástica.

## Budismo

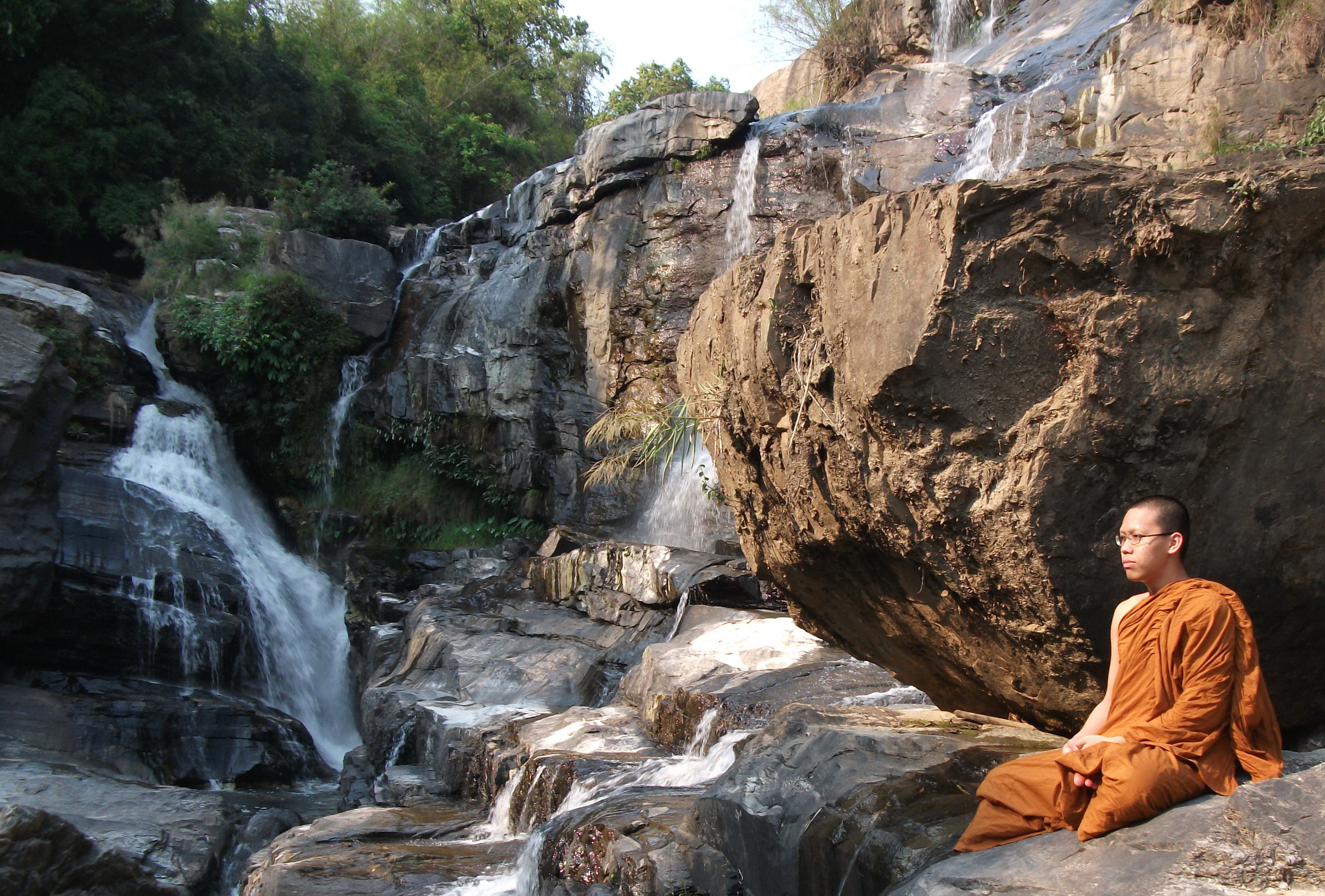
Morar na floresta era uma prática comum no budismo inicial, e ainda é seguida por algumas seitas budistas, como a Tradição das Florestas da Tailândia

A Sanga ou comunidade de bicos (em páli: bhikkhu) budistas ordenados ("mendigo" ou "aquele que vive de esmolas".) e bicunins (em páli: bhikkhunī; freiras) originais foi fundada por Gautama Buda durante sua vida há mais de 2 500 anos. Esse estilo de vida monástico comunitário cresceu a partir do estilo de vida de seitas anteriores de ascetas errantes, alguns dos quais o Buda havia estudado. Foi inicialmente bastante eremítico ou recluso por natureza. Esperava-se que bicos e bhikkunis vivessem com um mínimo de bens, que deveriam ser fornecidos voluntariamente pela comunidade leiga. Seguidores leigos também forneciam a comida diária que os bicos requeriam e forneciam abrigo para os bicos quando eles precisavam.

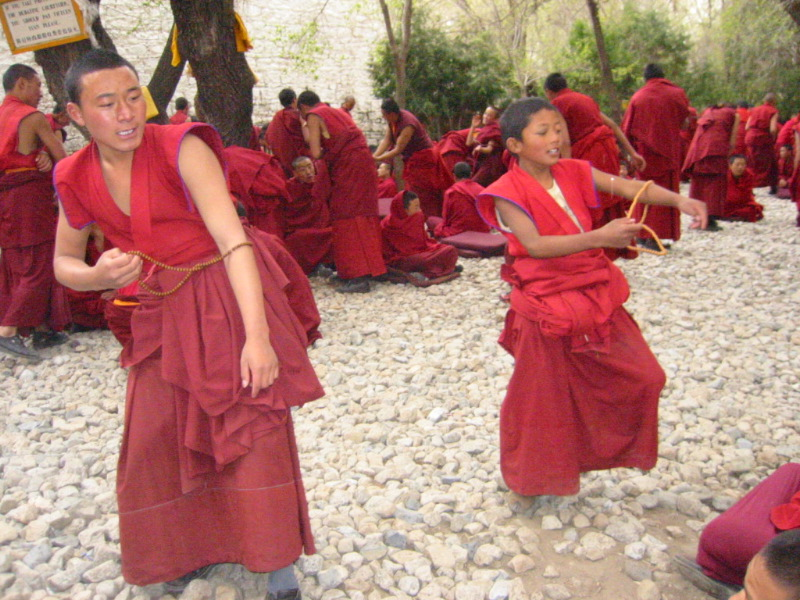
Jovens bicos budistas no Tibete

Após a Parinirvana (Passagem Final) do Buda, a ordem monástica budista desenvolveu-se em um movimento principalmente cenobítico ou comunitário. A prática de viver em comunidade durante a estação chuvosa de vassa, prescrita pelo Buda, gradualmente cresceu para abranger uma vida monástica estabelecida centrada na vida em uma comunidade de praticantes. A maioria das regras disciplinares modernas seguidas por bicos e bicunins - conforme codificadas no Patimokkha  - se relacionam a tal existência, prescrevendo em grande detalhe métodos adequados para viver e se relacionar em uma comunidade de bicos ou bicunins. O número de regras observadas varia com a ordem; Os bicos Theravada seguem cerca de 227 regras, o Vinaia. Há um grande número de regras especificadas para bicunins (monjas).
A ordem monástica budista consiste na assembleia bico masculina e na assembleia bicunim feminina. Inicialmente consistindo apenas de homens, cresceu para incluir mulheres depois que a madrasta do Buda, Mahaprajapati, pediu e recebeu permissão para viver como uma praticante ordenada.
Espera-se que os bicos e bicunins cumpram uma variedade de funções na comunidade budista. Em primeiro lugar, espera-se que preservem a doutrina e a disciplina hoje conhecidas como Budismo. Espera-se também que eles forneçam um exemplo vivo para os leigos e sirvam como um "campo de mérito" para seguidores leigos - proporcionando a leigos e mulheres a oportunidade de ganhar mérito dando presentes e apoio aos bicos. Em troca do apoio dos leigos, espera-se que bicos e bicunins vivam uma vida austera focada no estudo da doutrina budista, na prática da meditação e na observância de um bom caráter moral.
Um bico (o termo na língua páli) ou bhikshu (em sânscrito ), primeiro ordena como um Samanera (novato). Os novatos geralmente são ordenados bem jovens, mas geralmente não antes dos oito anos. As samaneras vivem de acordo com os Dez Preceitos, mas não são responsáveis por viver de acordo com o conjunto completo de regras monásticas. A ordenação superior, conferindo o status de um bico pleno, é concedida apenas a homens com 20 anos ou mais. As bicunins seguem uma progressão semelhante, mas são obrigadas a viver como Samaneras por períodos mais longos de tempo - geralmente cinco anos.
Os regulamentos disciplinares para bicos e bicunins têm o objetivo de criar uma vida simples e focada, ao invés de uma vida de privação ou ascetismo severo. No entanto, o celibato é uma parte fundamental desta forma de disciplina monástica.

## Cristianismo

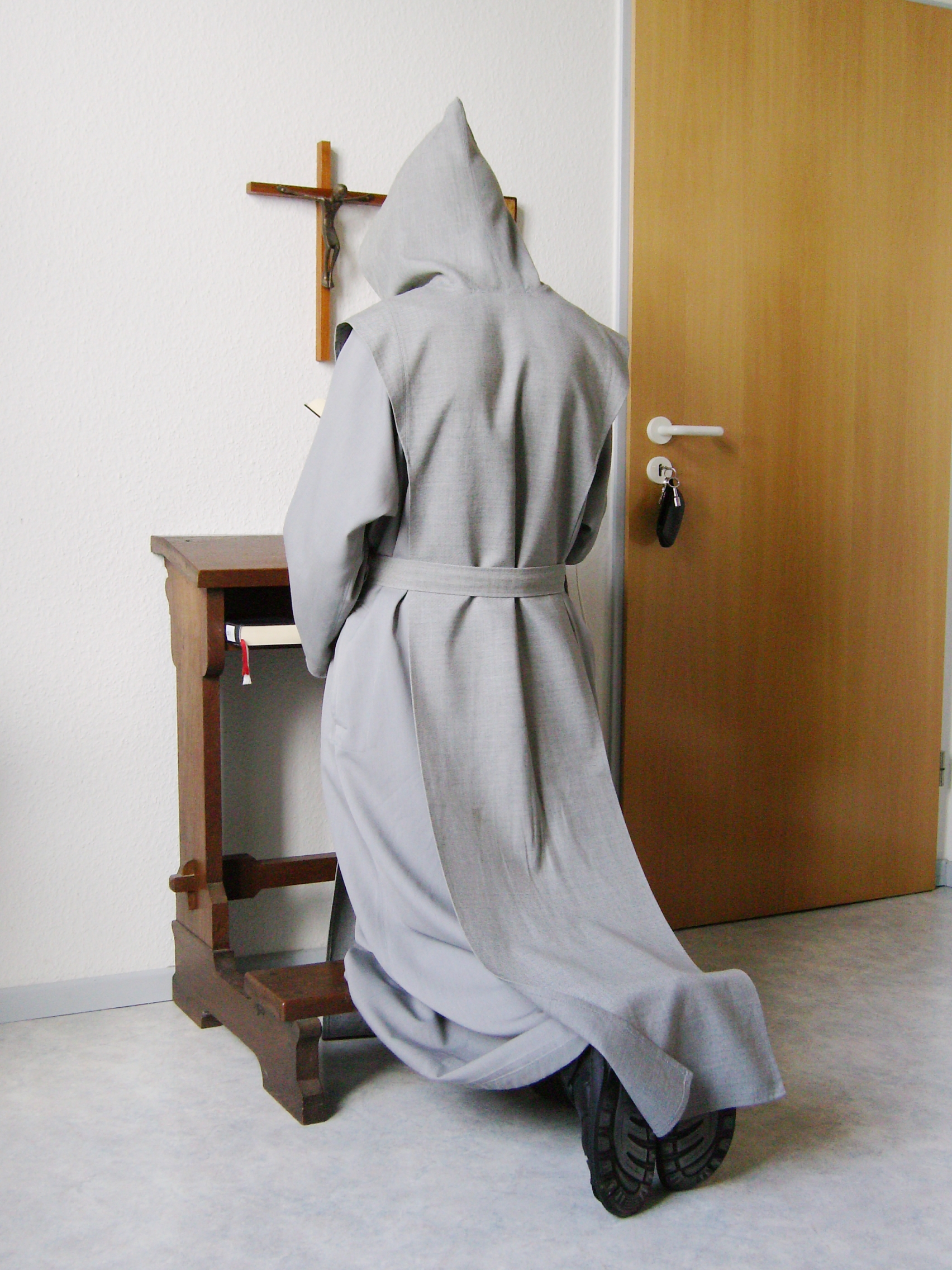
Um monge Trapista recolhido em oração

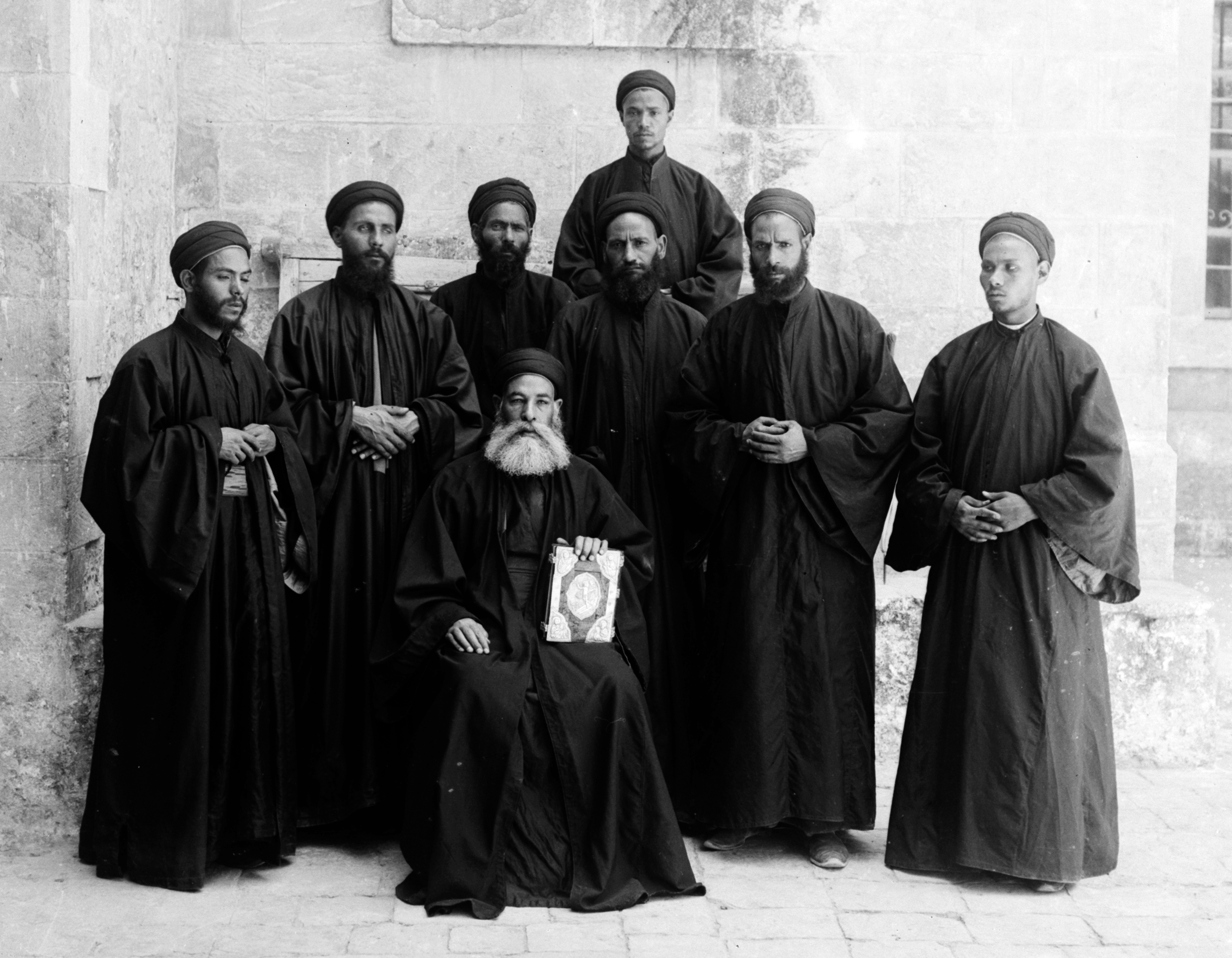
Monges coptas entre 1898 e 1914

O monaquismo no cristianismo, que fornece as origens das palavras "monge" e "mosteiro", compreende diversas formas de vida religiosa. Ele começou a se desenvolver no início da história da Igreja, mas não é mencionado nas escrituras. Ele passou a ser regulado por regras religiosas (por exemplo, a Regra de São Basílio, a Regra de São Bento) e, nos tempos modernos, a lei da Igreja das respectivas igrejas cristãs apostólicas que têm formas de vida monástica.
O monge cristão abraça a vida monástica como uma vocação de Deus. Seu objetivo é imitar a vida de Cristo tanto quanto possível na preparação para alcançar a vida eterna após a morte.
No Egito do século IV, os cristãos se sentiram chamados a uma forma de vida mais reclusa ou eremita (no espírito da "Teologia do Deserto" com o propósito de renovação espiritual e retorno a Deus). Santo Antônio, o Grande é citado por Atanásio como um dos primeiros "monges eremitas". Especialmente no Oriente Médio, o monaquismo eremítico continuou a ser comum até o declínio do cristianismo siríaco no final da Idade Média.
Por volta de 318, São Pacômio começou a organizar seus numerosos seguidores no que se tornaria o primeiro mosteiro cristão cenobítico ou comunitário. Logo, instituições semelhantes foram estabelecidas em todo o deserto egípcio, bem como no resto da metade oriental do Império Romano. Os mosteiros notáveis no Oriente incluem:
- Mosteiro de Santo Antônio, um dos mais antigos mosteiros cristãos do mundo.
- Mar Awgin fundou um mosteiro no Monte. Izla acima de Nísibis na Mesopotâmia, e desse mosteiro a tradição cenobítica se espalhou na Mesopotâmia, Pérsia, Armênia, Geórgia e até mesmo na Índia e China.
- São Savas, o Santificado, organizou os monges do Deserto da Judéia em um mosteiro próximo a Belém, hoje conhecido como Mar Saba, considerado a mãe de todos os mosteiros das igrejas ortodoxas orientais.
- Mosteiro de Santa Catarina foi fundada entre 527 e 565 na Península do Sinai, Egito por ordem do Imperador Justiniano I.
- Monte Atos, constituinte da República Monástica Autônoma da Montanha Sagrada, com jurisdição própria na Grécia. Há relatos de monges que habitavam a região (atonitas) pelo menos desde o século IX.[6]

No Ocidente, o cristianismo céltico aderia desde o século V a uma espiritualidade monástica fortemente inspirada pelos Padres do Deserto. A partir da Gália, mosteiros de tendência cenobítica foram fundados na Inglaterra, Gales, Irlanda e Escócia.
O desenvolvimento mais significativo ocorreu quando as regras para as comunidades monásticas foram escritas, a Regra de São Basílio sendo considerada a primeira. A datação precisa da Regra do Mestre é problemática. Tem sido argumentado que é anterior à Regra de São Bento criada por Bento de Núrsia para seu mosteiro em Monte Cassino, Itália, e os outros mosteiros beneditinos que ele fundou como parte da Ordem de São Bento. Ela se tornaria a regra mais comum durante a Idade Média e ainda é usada hoje. As reformas cluníacas reforçaram a observância da regra, a partir do movimento da ordem beneditina centrado na Abadia de Cluny em 910. A Regra Agostiniana, por sua brevidade, foi adotada por várias comunidades, principalmente os Cônegos Regulares. Por volta do século XII, as ordens franciscana, carmelita, dominicana, servita e mendicantes agostinianos escolheram viver em conventos urbanos entre o povo, em vez de se isolarem em mosteiros. O Mosteiro de Santo Agostinho, fundado em 1277 em Erfurt, Alemanha, é considerado por muitos historiadores e teólogos como o "berço da Reforma ", pois foi onde Martinho Lutero viveu como monge de 1505 a 1511.
Hoje, novas expressões do monaquismo cristão, muitas das quais são ecumênicas, estão se desenvolvendo em vários lugares, como a Comunidade Monástica de Bose na Itália, as Fraternidades Monásticas de Jerusalém em toda a Europa, o Novo Skete, a Sociedade Anglo-Céltica de Nativitistas, a Comunidade de Taizé na França, e principalmente no Novo Monasticismo Protestante Evangélico.

## Hinduísmo

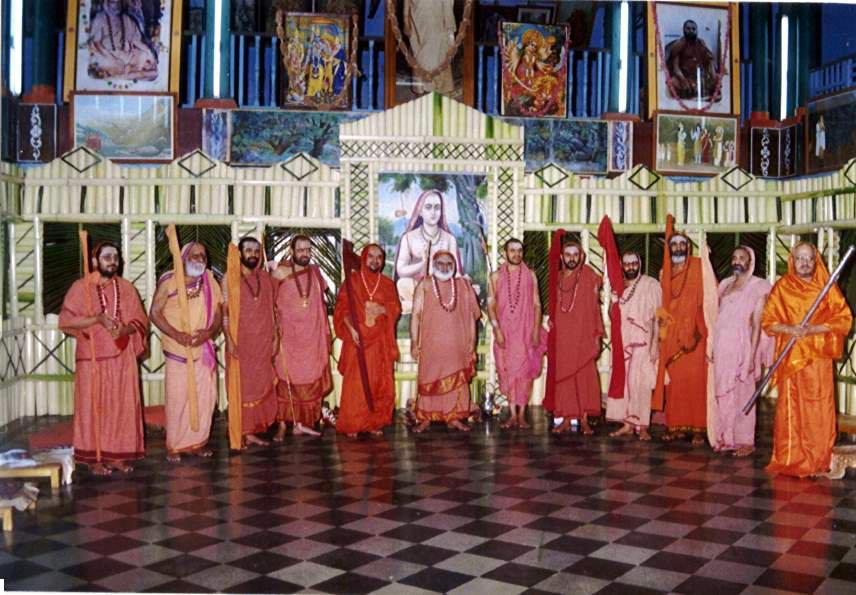
Uma reunião de vários Shankaracharya - chefes de mosteiros chamados mathas na tradição Advaita Vedanta. O título deriva de Adi Shankara, um reformador do hinduísmo do século VIII.

Em sua busca para atingir o objetivo espiritual da vida, alguns hindus escolhem o caminho do monaquismo (Sannyasa). Os monásticos comprometem-se a uma vida de simplicidade, celibato, desapego das atividades mundanas e contemplação de Deus. Um monge hindu é chamado de anyāsī, sādhu ou swāmi. Uma freira é chamada de sanyāsini, sādhvi ou swāmini. Tais renunciantes são concedidos grande respeito na sociedade Hindu, porque sua renúncia para fora do egoísmo e do mundanismo serve como uma inspiração para chefes de família que lutam por renúncia mental. Alguns monásticos vivem em mosteiros, enquanto outros vagam de um lugar para outro, confiando somente em Deus para prover suas necessidades físicas. É considerado um ato altamente meritório para um devoto leigo fornecer comida ou outras necessidades aos sadhus . Espera- se que os Sādhus tratem todos com respeito e compaixão, quer a pessoa seja pobre ou rica, boa ou má. Também se espera que sejam indiferentes a elogios, culpas, prazer e dor. Um sādhu normalmente pode ser reconhecido por suas roupas de cor ocre. Geralmente, os monges Vaisnavas raspam a cabeça, exceto por uma pequena mecha de cabelo na parte de trás da cabeça, enquanto Saivite os monges deixam o cabelo e a barba crescerem sem cortar.
O voto de renúncia de um sadhu normalmente o proíbe de:
- possuir bens pessoais além de uma tigela, uma xícara, dois conjuntos de roupas e utensílios médicos, como óculos;
- ter qualquer contato, olhar, pensar ou mesmo estar na presença de mulheres;
- comer por prazer;
- possuir ou mesmo tocar em dinheiro ou objetos de valor de qualquer maneira, forma ou forma;
- manter relacionamentos pessoais.

## Islã
O Islã proíbe a prática do monaquismo. No Islã sunita, um exemplo é Otomão ibne Mazum; um dos companheiros de Maomé. Ele era casado com Caulá binte Aláqueme, ambos sendo dois dos primeiros convertidos ao Islã. Há uma narração sunita de que, por devoção religiosa, Otomão ibne Mazum decidiu se dedicar às orações noturnas e fazer um voto de castidadede sua esposa. Sua esposa ficou chateada e falou com Maomé sobre isso. Maomé lembrou a Otomão que ele próprio, como Profeta, também tinha uma vida familiar e que Otomão tinha responsabilidade para com sua família e não deveria adotar o monaquismo como uma forma de prática religiosa.
Maomé disse a seus companheiros para aliviarem o fardo e evitarem excessos. De acordo com alguns hádices sunitas, em uma mensagem a alguns companheiros que queriam acabar com sua vida sexual, orem a noite toda ou jejuem continuamente, Maomé disse: “Não faça isso! Jejue em alguns dias e coma em outros. Durma parte da noite e ore outra parte. Pois seu corpo tem direito sobre você, seus olhos têm direito sobre você, sua esposa tem direito sobre você, seu convidado tem direito sobre você.” Maomé uma vez exclamou, repetindo-o três vezes: “Ai daqueles que exageram [que são muito rígidos]!” E, em outra ocasião, Maomé disse: “Moderação, moderação! Pois apenas com moderação você terá sucesso.”
O monasticismo também é mencionado no seguinte versículo do Alcorão:
Então, fizemos com que Nossos mensageiros seguissem seus passos; e Fizemos com que Jesus, filho de Maria, o seguisse, demos-lhe o Evangelho e pusemos compaixão e misericórdia no coração daqueles que o seguiram. Mas eles inventaram o monaquismo - nós não o ordenamos para eles - apenas buscando o prazer de Alá, e eles não o observaram com a devida observância. Portanto, damos a recompensa àqueles que acreditam, mas muitos deles são maus fígados.

—Alcorão, versículo 27, Surah Al-Hadid (capítulo 57).
Algumas ordens sufis reuniam-se em eremitérios chamados râbitas e em casas de retiro religioso como zauias e khanaqahs, que foram referidos também como "mosteiros sufis".

## Jainismo

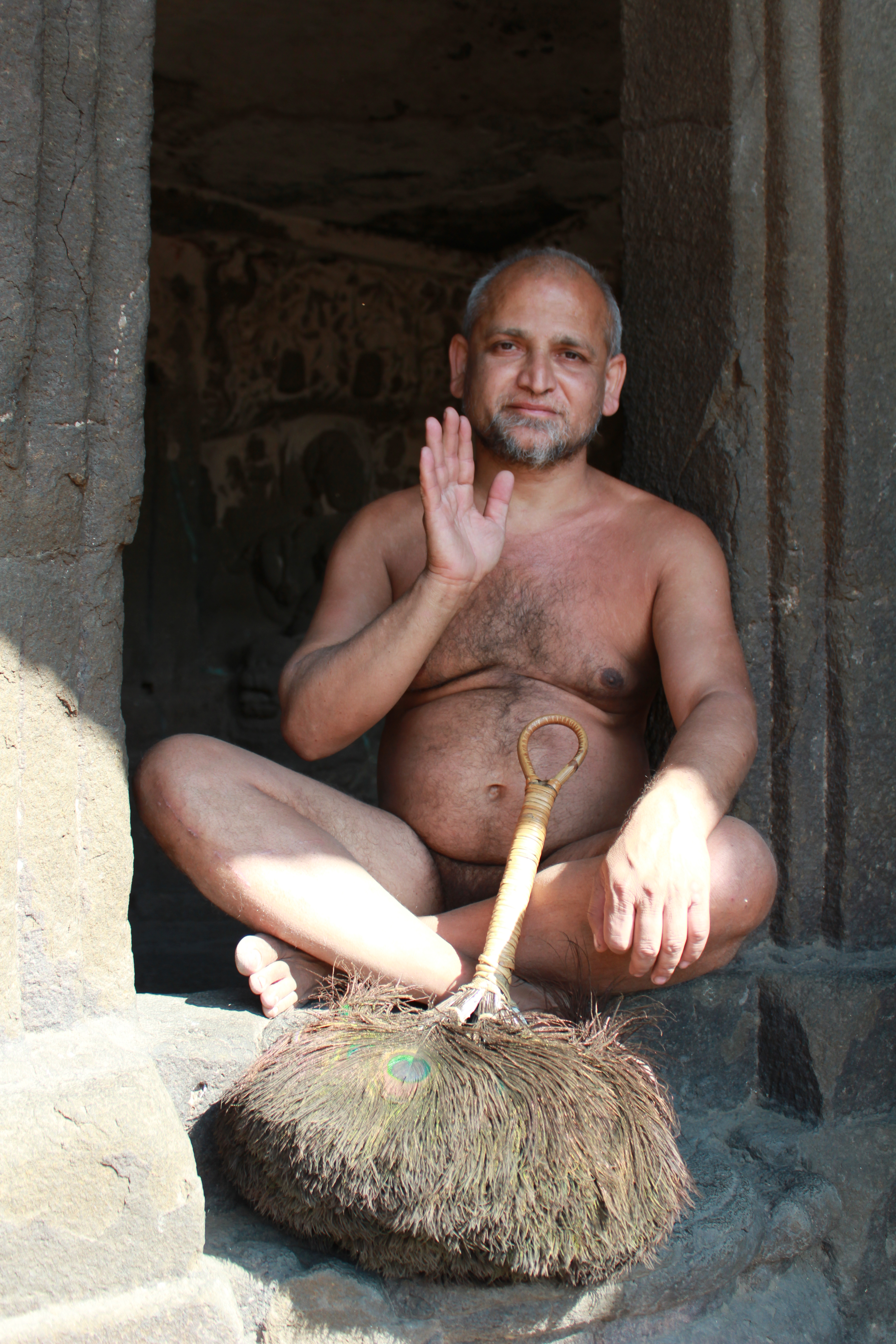
Os monjes jains digambara renunciam a todas vestimentas

No jainismo, o monaquismo é encorajado e respeitado. As regras para o monaquismo são bastante rígidas. Um asceta Jain não tem um lar permanente nem quaisquer bens, vagando descalço de um lugar para outro, exceto durante os meses de Chaturmas . A qualidade de vida que levam é difícil devido às muitas restrições que lhes são impostas. Não utilizam veículo para o deslocamento e vão sempre descalços de um lugar para o outro, independente da distância. Eles não possuem nada materialista e também não usam os serviços básicos como telefone, eletricidade etc. Eles não preparam comida e vivem apenas do que as pessoas lhes oferecem.

## Judaísmo
O judaísmo não encoraja o ideal monástico de celibato e pobreza. Ao contrário, toda a Torá e os  Mandamentos são um meio de santificar o mundo físico. Conforme mais disseminado através dos ensinamentos de Yisrael Ba'al Shem Tov, a busca dos prazeres físicos permitidos é encorajada como um meio de "servir a Deus com alegria" (Deuteronômio 28:47).
No entanto, até a Destruição do Segundo Templo , há cerca de dois mil anos, fazer os votos de nazireu era uma característica comum da religião. Os judeus nazireus (em hebraico: נזיר) se abstinham de produtos derivados da uva, cortes de cabelo e contato com os mortos. No entanto, eles não se retiraram da sociedade em geral e foram autorizados a se casar e possuir bens; além disso, na maioria dos casos, o voto de nazireu era por um período de tempo especificado e não permanente. Em hebraico moderno, o termo "Nazir" é mais frequentemente usado para se referir a monásticos não judeus.
Único entre as comunidades judaicas é o monaquismo do Beta Israel da Etiópia, uma prática que se acredita data do século XV.
Uma forma de ascetismo era praticada por alguns indivíduos nas comunidades judaicas europeias anteriores à Segunda Guerra Mundial . Sua expressão principal era prishut, a prática de um estudante casado do Talmude ir para o exílio auto-imposto de sua casa e família para estudar no kollel de uma cidade ou vila diferente. Esta prática foi associada, mas não exclusiva aos Perushim.
Os essênios (em hebraico moderno, mas não em hebraico antigo: אִסִּיִים , Isiyim; grego: Εσσηνοι, Εσσαιοι ou Οσσαιοι; ēσσαιοι; Essēnoi , Essaioi ou Ossaioi) eram uma seita judaica que floresceu do século II a.C. a 100 d.C., que alguns estudiosos afirmam separou-se dos sacerdotes zadoquitas. Sendo muito menos em número do que os fariseus e os saduceus (as outras duas seitas principais da época), os essênios viviam em várias cidades, mas se congregavam na vida comunitária dedicada ao ascetismo, pobreza voluntária , imersão diária (no micvê) e abstinência dos prazeres mundanos, incluindo (para alguns grupos) casamento . Muitos grupos religiosos separados, mas relacionados daquela época, compartilhavam crenças místicas , escatológicas , messiânicas e ascéticas semelhantes . Esses grupos são chamados coletivamente por vários estudiosos de "Essênios". Josefo registra que existiram em grande número os essênios e milhares viveram em toda a Judeia romana.
Os essênios ganharam fama nos tempos modernos como resultado da descoberta de um extenso grupo de documentos religiosos conhecidos como Manuscritos do Mar Morto , que comumente se acredita serem a biblioteca dos essênios - embora não haja prova de que os essênios os escreveram. Esses documentos incluem várias cópias preservadas da Bíblia Hebraica que permaneceram intactas desde 300 anos antes de Cristo até sua descoberta em 1946. Alguns estudiosos, entretanto, contestam a noção de que os essênios escreveram os Manuscritos do Mar Morto. Rachel Elior, uma proeminente estudiosa israelense, até questiona a existência dos essênios.

## Taoismo

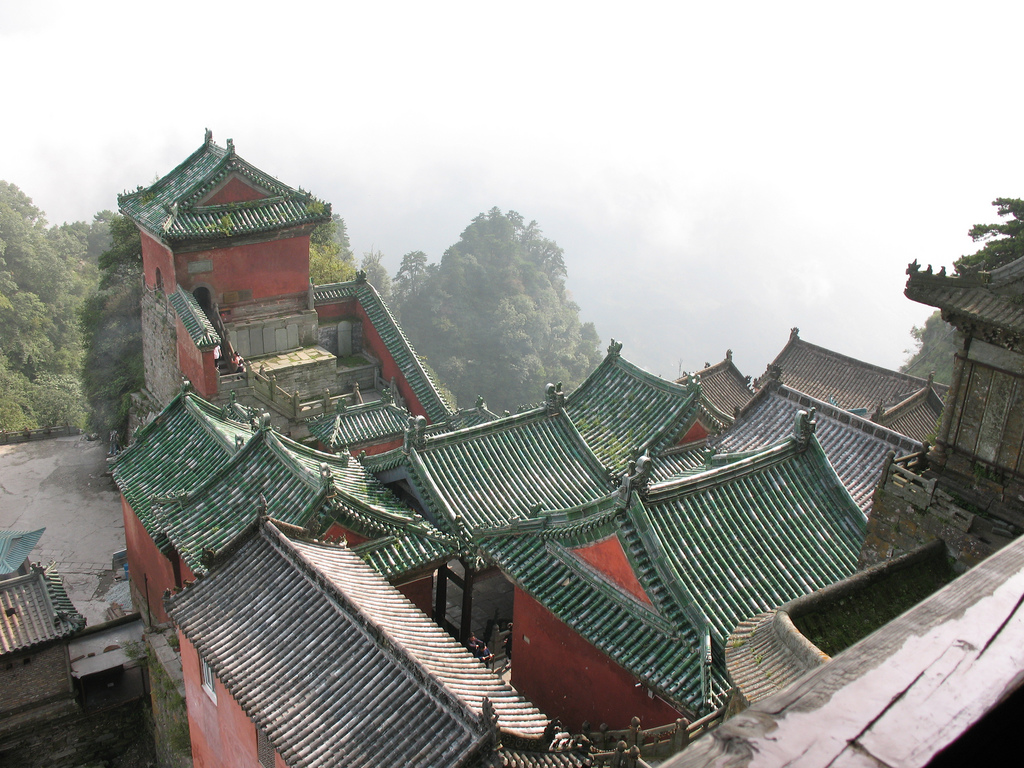
As Montanhas Wudang são um centro de monaquismo taoista e prática de Tai Chi

Ao longo dos séculos, o taoismo desenvolveu suas próprias tradições e práticas monásticas extensas. Particularmente conhecido é o Mosteiro da Nuvem Branca em Pequim, que abriga uma rara cópia completa do Daozang, uma importante escritura taoísta. A Escola Quanzhen de taoismo tem monges e monjas.